# Pseudofrea tanganjicae
Pseudofrea tanganjicae är en skalbaggsart som beskrevs av Stefan von Breuning 1978. Pseudofrea tanganjicae ingår i släktet Pseudofrea och familjen långhorningar. Inga underarter finns listade i Catalogue of Life.